# Teucrium abutiloides
Espèce
Statut de conservation UICN

 CR D : 
En danger critique
Teucrium abutiloides est une espèce de plantes à fleurs de la famille des Lamiacées et du genre des Germandrées. Elle est endémique des falaises au Nord de l'île de Madère où elle est considérée comme en danger critique d'extinction par l'Union internationale pour la conservation de la nature.

## Dénominations

### Taxinomie et nomenclature
Charles Louis L'Héritier de Brutelle a décrit le premier cette espèce, en 1788, et l'a nommée Teucrium abutiloides, qui est son nom correct.

## Statut
Teucrium abutiloides est inscrite à  la convention de Berne et aux annexes II et IV de la Directive Habitat.
Seuls une cinquantaine d'individus matures subsistent dans une aire de 194 kilomètres carrés. Ils sont menacés par les plantes exotiques envahissantes, le feu ou les glissements de terrain. L'Union internationale pour la conservation de la nature la mentionne donc dans sa liste rouge comme espèce en danger critique d'extinction et appelle à sa conservation et à sa réintroduction, mais aussi à des recherches sur sa taxinomie, son écologie et sa dynamique des populations.